# Venetianerstollen

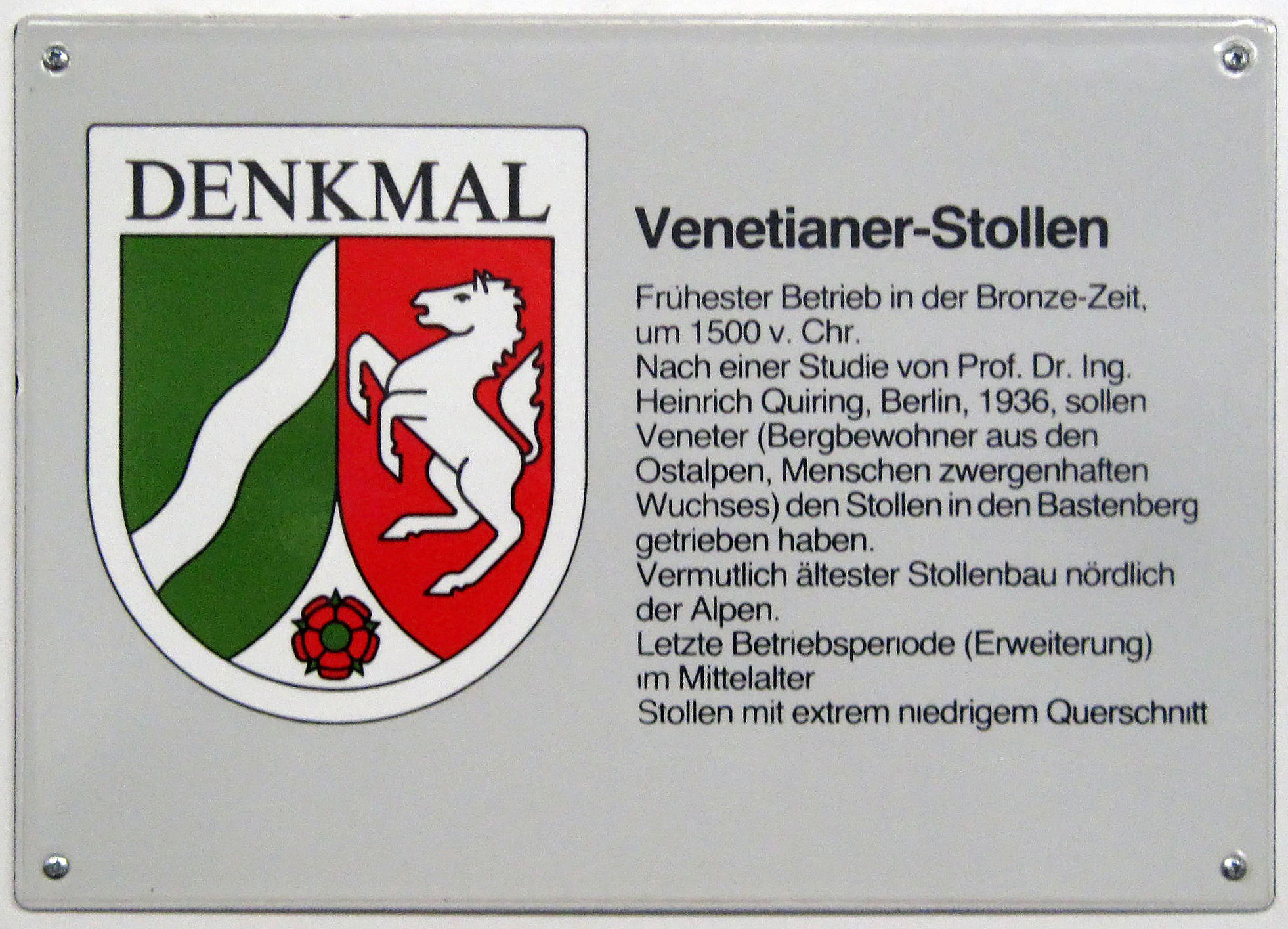
Tafel am Venetianerstollen mit durch die Forschung widerlegten Zeitangaben

Der Venetianerstollen ist ein 154 Meter langer Stollen, der durch das Schiefergestein des Bastenbergs im Rothaargebirge bei Ramsbeck zum Aufschluss eines Erzgangs mit silberhaltigem Bleiglanz und Kupfer führt. Er wurde nach Ansicht der Forschung im 10. bis 12. Jahrhundert angelegt und besteht aus einem Sohlstollen und einem schrägen Schacht. Der Stollen ist als Denkmal eine Station auf dem Bergbauwanderweg Ramsbeck.

## Name, Sage und Geschichte
Seinen Namen trägt der Stollen nach den durch Sagen mystifizierten Venetianern, also Mineralien- und Erzsuchern, die für die mittelalterliche Glasproduktion in Venedig überall in europäischen Gebirgen aufgetaucht sein sollen. Am Bastenberg haben der Sage nach Venetianermännchen bei einer Stollenhöhe von 50 bis 60 Zentimetern nach Gold und Silber gesucht. Die 1936 von dem Geologen Heinrich Quiring aufgestellte Behauptung, dass der Stollen bereits in der Bronzezeit aufgefahren worden sei und damit der älteste Grubenbau nördlich der Alpen sei, wurde durch neuere Forschungen widerlegt. Nach einer Untersuchung des Bergbaumuseums Bochum mit der Radiokarbonmethode konnte als Beginn des Bergbaus am Venetianerstollen der Zeitraum von 977 bis 1181 nachgewiesen werden. Bearbeitungsspuren im anstehenden Gestein ließen im vorderen Abschnitt, dem sogenannten Zwergstollen, auf die Verwendung von Keilhauen und Spitzmeißel schließen. Im weiteren Vortrieb kamen dann Schlägel und Eisen zum Einsatz.

## Geologie

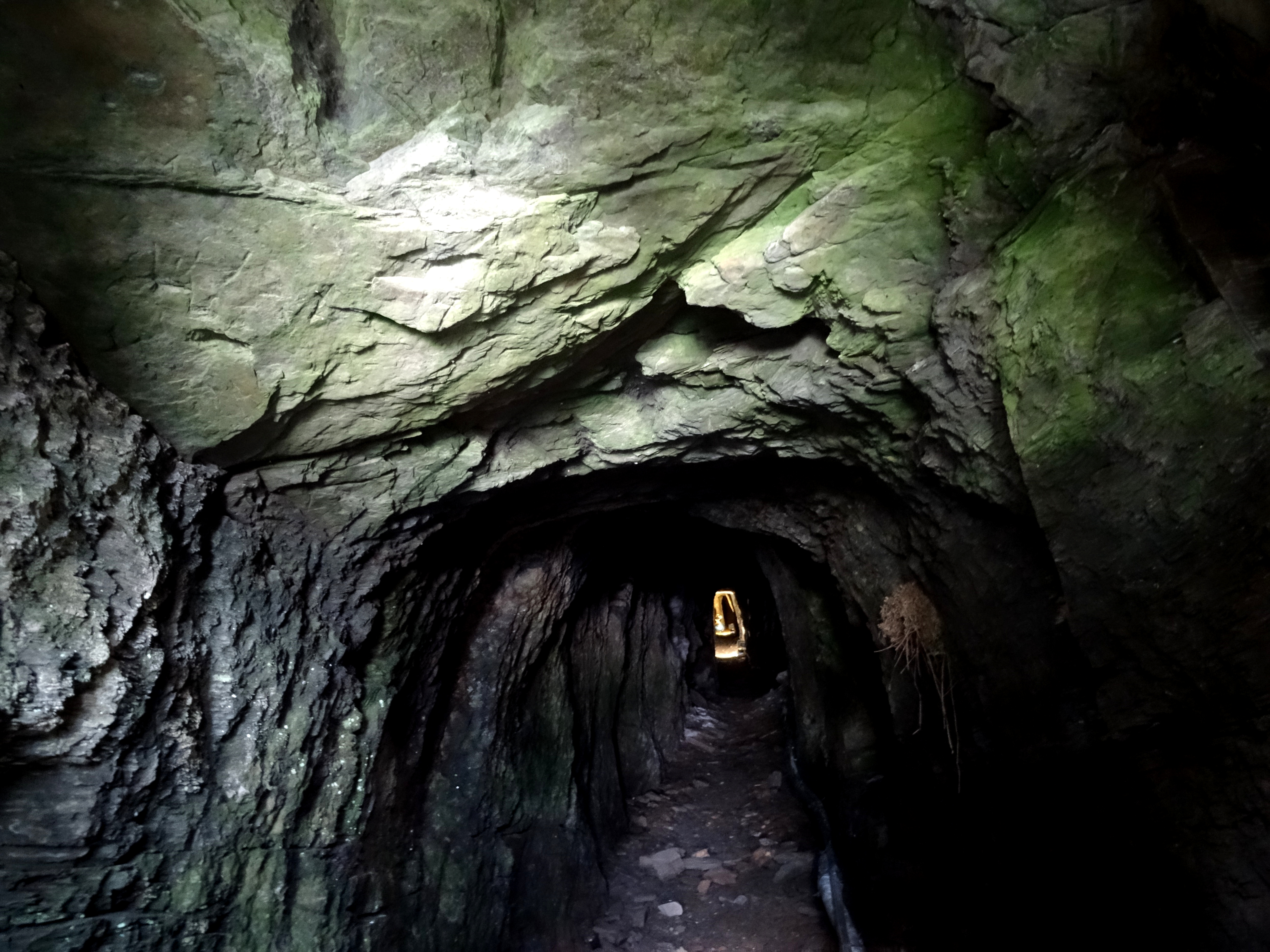
Blick in den Stollen

Der Venetianerstollen am Bastenberg gehört zum Ramsbecker Hauptgangzug, einer Erzlagerstätte mit Blei- und Zinkerzvorkommen, die aus einer Wechselfolge von sandigen Schiefern und quarzhaltigem Sandstein besteht. Im Zuge der variszischen Gebirgsbildung entstand die Ramsbecker Scholle, die durch günstige thermische Bedingungen im Untergrund ein Aufsteigen des Magmas und der damit verbundenen Bildung der Erzgänge ermöglichte.

## Maße
Die Länge des Venetianerstollens beträgt 154 Meter. Auf den ersten 70 Metern ist er 170 cm hoch und 90 cm breit. Die Höhe nimmt dann auf 130 cm und die Breite auf 60 cm ab. Der darüber gelegene Firststollen hat einen ovalen Querschnitt und misst 85 bis 90 cm in der Höhe und 50 bis 55 cm in der Breite.

## Schutzausweisungen
Der Venetianerstollen ist als Bodendenkmal und als geschützter Landschaftsbestandteil ausgewiesen.